# Cristian Lupu
Pour les articles homonymes, voir Lupu.
Pas d'image ? Cliquez ici

a Compétitions nationales et continentales officielles uniquement.

b Matchs officiels uniquement.
Dernière mise à jour le 14 septembre 2023.
Cristian Lupu, né le 19 juin 1975 à Bucarest (Roumanie), est un joueur de rugby à XV, ayant joué avec l'équipe de Roumanie et le Dinamo Bucarest au poste de centre (1,75 m pour 95 kg).

## Carrière
Il a eu sa première cape internationale le 2 mai 1998 à l’occasion d’un match contre la Pologne. Cristian Lupu a joué à de nombreuses reprises des compétitions européennes avec le Dinamo Bucarest.

## Palmarès

### En équipe de Roumanie
- 12 sélections avec l'équipe de Roumanie
- Sélections par année : 3 en 1998, 1 en 1999, 2 en 2000, 4 en 2001, 2 en 2002